# 忠類駅

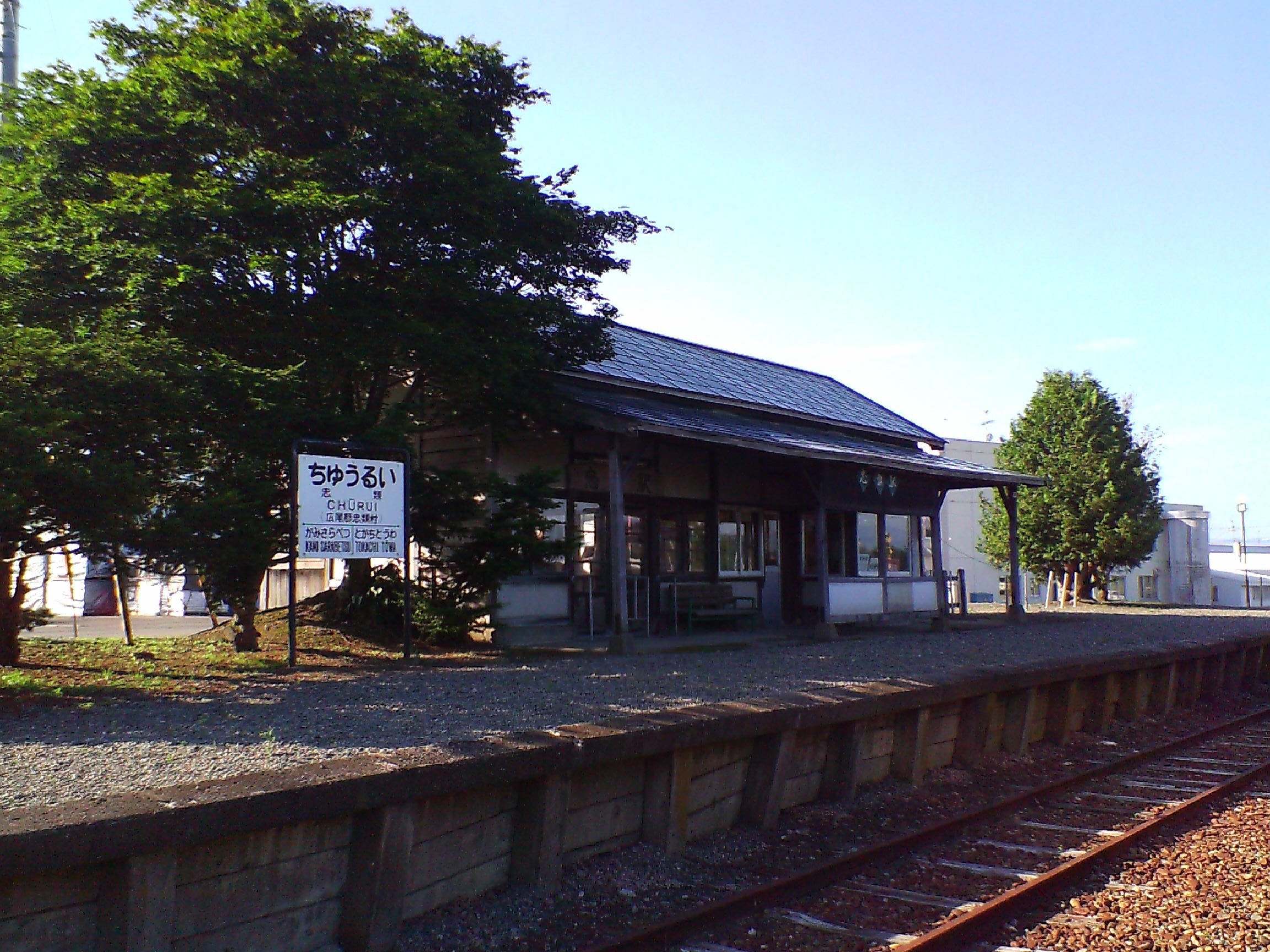
駅構内（2006年8月6日）

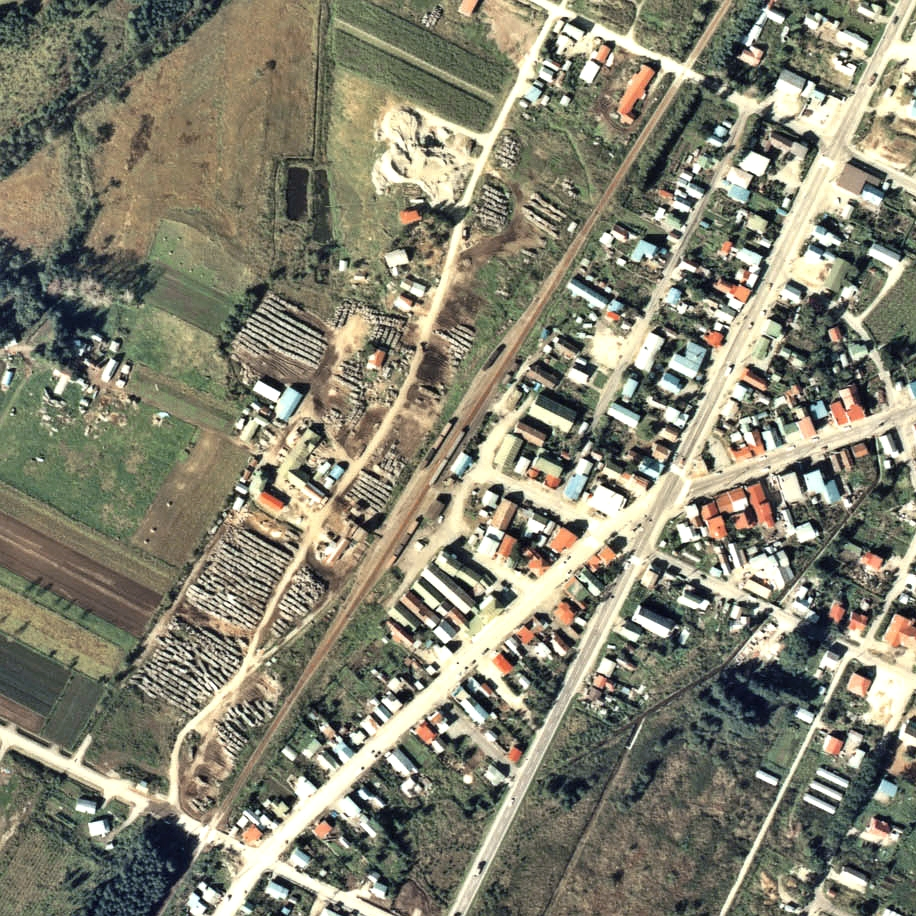
1977年の忠類駅と周囲約500m範囲。下が広尾方面。

忠類駅（ちゅうるいえき）は、北海道（十勝支庁）広尾郡忠類村（現・幕別町）字忠類にかつて設置されていた、日本国有鉄道（国鉄）広尾線の駅（廃駅）である。事務管理コードは▲111509。

## 歴史
- 1930年（昭和5年）10月10日 - 国有鉄道（鉄道省）広尾線中札内駅 - 大樹駅間の延伸開通に伴い、一般駅として新設[3]。
- 1982年（昭和57年）9月10日 - 貨物の取り扱いを廃止[1]。
- 1984年（昭和59年）2月1日 - 荷物の取り扱いを廃止[1]。
- 1987年（昭和62年）2月2日 - 広尾線の全線廃止に伴い、廃駅となる[1]。

### 駅名の由来
所在地名（旧村名）より。現在忠類市街付近を流れるセオトーブイ川のアイヌ語名とされる、「チウルイトプイ（chiu-rui-topui）」（流れ・激しい・当縁川〔の支流〕）の前半部に字を当てたものでる。

## 駅構造
廃止時点で、1面1線の単式ホームを有する地上駅であった。ホームは、線路の南東側（広尾方面に向かって左手側）に存在した。かつては2面2線の相対式ホームを有する、列車交換が可能な交換駅であった。使われなくなった駅舎の反対側の1線は、交換設備運用廃止後も側線として残っていた（但し1983年（昭和58年）時点では、プラットホームは撤去されていた）。そのほか、本線広尾方から駅舎側に分岐し駅舎南側のホーム切欠き部分の貨物ホームへの貨物側線を1線、また上記旧交換線である側線の帯広方から分岐し広尾方も接続する側線を1線有していた。
職員配置駅となっており、駅舎は構内の南東側に位置しホーム中央部分に接していた。

## 利用状況
1981年度（昭和56年度）の1日当たりの乗降客数は106人。

## 駅周辺
- 北海道道657号美成忠類停車場線
- 国道236号（広尾国道）[6]
- 道の駅忠類
- 幕別町忠類総合支所
- 忠類郵便局
- 忠類支署
- 忠類中学校
- 忠類小学校
- 洞雲寺
- 白銀台スキー場
- 十勝バス忠類案内所、「忠類」停留所

## 駅跡
廃駅後は忠類村により旧駅構内が買い取られ、1988年（昭和63年）に「交通公園」として整備され、駅舎は「忠類鉄道資料館」となった。しばらくの間は構内が当時の姿のまま残されていた。その後村が老朽化を理由に公園を廃止し宅地とする、という計画が決定されたが、存続を望む声が多数寄せられ、その結果、駅舎周辺部に規模を縮小しながらも存続している。
1999年（平成11年）時点、2010年（平成22年）時点、2011年（平成23年）時点でも継続して存続している。駅舎、ホーム、レール、駅名標などが当時の状態に修復されて保存されている。旧駅舎内には料金表や備品が保存・展示され、線路（側線）上に帯広方から順にワム80000形有蓋車ワム187865、トラ70000形無蓋車トラ74718、ヨ6000形車掌車ヨ7908、の3両が連結して静態保存・展示されている。上記の規模縮小の結果、レールはホーム端の部分で終わっているが、線路跡が続いている様子も判別できる。なお、現在はホームが多少老朽化しており近づく際には注意が必要である。

## 隣の駅
日本国有鉄道
広尾線
上更別駅 - 忠類駅 - 十勝東和駅